# Seznam medailistů na halovém mistrovství světa v běhu na 3 000 m

## Muži
| Rok  | Místo        | Zlato                            | Výkon vítěze                     | Stříbro                          | Bronz                            |
| ---- | ------------ | -------------------------------- | -------------------------------- | -------------------------------- | -------------------------------- |
| 1985 | Paříž        | João Campos                      | 7:57,63                          | Don Clary                        | Ivan Uvizl                       |
| 1987 | Indianapolis | Frank O'Mara                     | 8:03,32                          | Paul Donovan                     | Terry Brahm                      |
| 1989 | Budapešť     | Saïd Aouita                      | 7:47,94                          | José Luis González               | Dieter Baumann                   |
| 1991 | Sevilla      | Frank O'Mara                     | 7:41,14                          | Hammou Boutayeb                  | Rob Denmark                      |
| 1993 | Toronto      | Gennaro Di Napoli                | 7:50,26                          | Eric Dubus                       | Enrique Molina                   |
| 1995 | Barcelona    | Gennaro Di Napoli                | 7:50,89                          | Anacleto Jiménez                 | Brahim Jabbour                   |
| 1997 | Paříž        | Haile Gebrselassie               | 7:34,71 – RHMS                   | Paul Bitok                       | Smaïl Sghir                      |
| 1999 | Maebaši      | Haile Gebrselassie               | 7:53,57                          | Paul Bitok                       | Million Wolde                    |
| 2001 | Lisabon      | Hišám Al-Karúdž                  | 7:37,74                          | Mohammed Mourhit                 | Alberto García                   |
| 2003 | Birmingham   | Haile Gebrselassie               | 7:40,97                          | Alberto García                   | Luke Kipkosgei                   |
| 2004 | Budapešť     | Bernard Lagat                    | 7:56,34                          | Rui Silva                        | Markos Geneti                    |
| 2006 | Moskva       | Kenenisa Bekele                  | 7:39,32                          | Sajf Saíd Šáhín                  | Eliud Kipchoge                   |
| 2008 | Valencie     | Tariku Bekele                    | 7:48,23                          | Paul Kipsiele Koech              | Abreham Cherkos                  |
| 2010 | Dauhá        | Bernard Lagat                    | 7:37,97                          | Sergio Sánchez                   | Sammy Alex Mutahi                |
| 2012 | Istanbul     | Bernard Lagat                    | 7:41,44                          | Augustine Kiprono Choge          | Edwin Cheruiyot Soi              |
| 2014 | Sopoty       | Caleb Mwangangi Ndiku            | 7:54,94                          | Bernard Lagat                    | Dejen Gebremeskel                |
| 2016 | Portland     | Yomif Kejelcha                   | 7:57,21                          | Ryan Hill                        | Augustine Kiprono Choge          |
| 2018 | Birmingham   | Yomif Kejelcha                   | 8:14,41                          | Selemon Barega                   | Bethwell Birgen                  |
| 2020 | Nanking      | zrušeno kvůli pandemii covidu-19 | zrušeno kvůli pandemii covidu-19 | zrušeno kvůli pandemii covidu-19 | zrušeno kvůli pandemii covidu-19 |
| 2022 | Bělehrad     | Selemon Barega                   | 7:41,38                          | Lamecha Girma                    | Marc Scott                       |
| 2024 | Glasgow      | Josh Kerr                        | 7:41,38                          | Yared Nuguse                     | Selemon Barega                   |
| 2025 | Nanking      | Jakob Ingebrigtsen               | 7:46,09                          | Berihu Aregawi                   | Ky Robinson                      |

## Ženy
| Rok  | Místo        | Zlato                            | Výkon vítěze                     | Stříbro                          | Bronz                            |
| ---- | ------------ | -------------------------------- | -------------------------------- | -------------------------------- | -------------------------------- |
| 1985 | Paříž        | Debbie Scottová                  | 9:04,99                          | Agnese Possamaiová               | PattiSue Plumerová               |
| 1987 | Indianapolis | Tetjana Samolenková              | 8:46,52                          | Olga Bondarenková                | Maricica Puicăová                |
| 1989 | Budapešť     | Elly van Hulstová                | 8:33,82                          | Liz McColganová                  | Margareta Keszegová              |
| 1991 | Sevilla      | Marie-Pierre Durosová            | 8:50,69                          | Margareta Keszegová              | Ljubov Kremlovová                |
| 1993 | Toronto      | Yvonne Murrayová                 | 8:50,55                          | Margareta Keszegová              | Lynn Jenningsová                 |
| 1995 | Barcelona    | Gabriela Szabóová                | 8:54,50                          | Lynn Jenningsová                 | Joan Nesbitová                   |
| 1997 | Paříž        | Gabriela Szabóová                | 8:45,75                          | Sonia O'Sullivanová              | Fernanda Ribeirová               |
| 1999 | Maebaši      | Gabriela Szabóová                | 8:36,42                          | Zahra Ouaziz                     | Regina Jacobsová                 |
| 2001 | Lisabon      | Olga Jegorovová                  | 8:37,48                          | Gabriela Szabóová                | Jelena Zadorožná                 |
| 2003 | Birmingham   | Berhane Adereová                 | 8:40,25                          | Marta Domínguezová               | Meseret Defarová                 |
| 2004 | Budapešť     | Meseret Defarová                 | 9:11,22                          | Berhane Adereová                 | Shayne Culpepperová              |
| 2006 | Moskva       | Meseret Defarová                 | 8:38,80                          | Lilija Šobuchovová               | Lidia Chojecká                   |
| 2008 | Valencie     | Meseret Defarová                 | 8:38,79                          | Meselech Melkamuová              | Mariem Alaoui Selsouli           |
| 2010 | Dauhá        | Meseret Defarová                 | 8:51,17                          | Vivian Cheruiyotová              | Sentayehu Ejiguová               |
| 2012 | Istanbul     | Hellen Onsando Obiriová          | 8:37,16                          | Meseret Defarová                 | Gelete Burkaová                  |
| 2014 | Sopoty       | Genzebe Dibabaová                | 8:55,04                          | Hellen Onsando Obiriová          | Meriem Jusuf Džamalová           |
| 2016 | Portland     | Genzebe Dibabaová                | 8:47,43                          | Meseret Defarová                 | Shannon Rowburyová               |
| 2018 | Birmingham   | Genzebe Dibabaová                | 8:45,05                          | Sifan Hassanová                  | Laura Muirová                    |
| 2020 | Nanking      | zrušeno kvůli pandemii covidu-19 | zrušeno kvůli pandemii covidu-19 | zrušeno kvůli pandemii covidu-19 | zrušeno kvůli pandemii covidu-19 |
| 2022 | Bělehrad     | Lemlem Hailuová                  | 8:41,82                          | Elle Purrier St. Pierre          | Ejgayehu Tayeová                 |
| 2024 | Glasgow      | Elle St. Pierreová               | 8:20,87 – RHMS                   | Gudaf Tsegayová                  | Beatrice Chepkoechová            |
| 2025 | Nanking      | Freweyni Hailuová                | 8:37,21                          | Shelby Houlihanová               | Jessica Hullová                  |